# Stadtmitte (metrostation)
Stadtmitte is een station van de metro van Berlijn, gelegen nabij de kruising van de Mohrenstraße en de Friedrichstraße in Berlin-Mitte. Het metrostation heeft perrons voor de U2 en voor de U6, die op enige afstand van elkaar liggen en door middel van een smalle tunnel (Mäusetunnel) met elkaar verbonden zijn. Deze onhandige overstapsituatie ontstond door slechte coördinatie tussen de concurrerende metrobedrijven die de lijnen aanlegden.
Station Stadtmitte opende op 1 oktober 1908 aan de huidige U2 en droeg toen de naam Friedrichstraße. Na de ingebruikname van het station van de U6 op 30 januari 1923 onderging het metrostation diverse naamswijzigingen. Tussen 1961 en 1990 passeerde de West-Berlijnse U6 het in Oost-Berlijn gelegen station zonder te stoppen en was de Mäusetunnel afgesloten. Het noordelijker gelegen station van de huidige U2 bleef in gebruik voor treinen van de Oost-Berlijnse lijn A.

## Geschiedenis

### Strijd om de centrumlijn
De geschiedenis van metrostation Stadtmitte begint met de plannen voor een aftakking richting het stadscentrum van het in 1902 geopende stamtracé, de eerste lijn van de Berlijnse metro. Het metrobedrijf Hochbahngesellschaft wilde de lijn van de Leipziger Platz, tot dan toe het eindpunt, naar de Spittelmarkt aanleggen via de Leipziger Straße. Deze in rechte lijn verlopende route was het kortst, maar de Große Berliner Straßenbahn, die tramlijnen over deze straat bedreef, dreigde met schadeclaims en trok samen met het stadsbestuur, dat vreesde voor schade aan de straat en overlast, ten strijde tegen dit plan. Na overhandelingen besloot men daarom de lijn noordelijker aan te leggen, via de Mohrenstraße, de Gendarmenmarkt, de Hausvogteiplatz en de Niederwallstraße. Dit leverde een bochtig tracé op, met negatieve gevolgen voor de snelheid van de treinen.

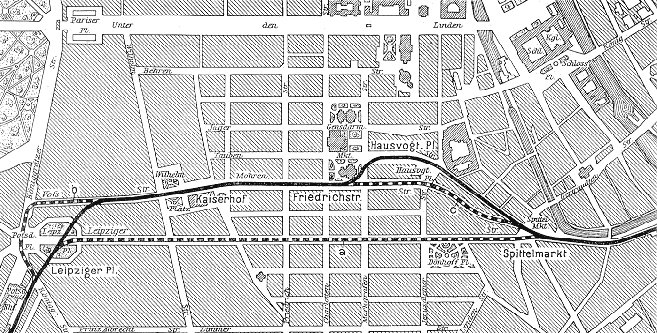
Tracévarianten in het stadscentrum

De aanleg van het twee kilometer lange tunneltraject tot het voorlopige eindpunt Spittelmarkt begon op 15 december 1905. Op 1 oktober 1908 werd station Friedrichstraße, gelegen onder de kruising van de lijn met de gelijknamige straat, samen met drie andere nieuwe metrostations geopend. Al deze stations werden ontworpen door de huisarchitect van de Hochbahngesellschaft, Alfred Grenander.
De perronhal van het huidige station Stadtmitte kreeg een basaal uiterlijk met een betonnen dak, bestaande uit kleine gewelven, en stalen steunpilaren – het standaardontwerp van de stations op dit deel van de U2. Op de centrumlijn introduceerde Grenander het concept van de kenkleur. De basiskleur van de stations is steeds wit, maar elementen als de pilaren en omlijstingen kregen een vaste kleur per station. De toewijzing van de kenkleur volgde daarnaast een zich herhalend patroon. Station Friedrichstraße kreeg de kenkleur rood. Aan beide uiteinden van het direct onder straatniveau gelegen perron werden uitgangen naar de middenberm van de bovenliggende Mohrenstraße gecreëerd. Aangezien deze straat relatief smal is en de toegangen dus niet bijzonder groot konden worden aangelegd, bouwde men aan beide zijden van het station twee achter elkaar gelegen trappen. De binnenste twee trappen dienden daarbij alleen als uitgang, terwijl de buitenste trappen als ingang aangemerkt waren. Vanwege zijn centrale locatie trok het station Friedrichstraße meteen veel reizigers.

### De gemeentelijke Nord-Süd-Bahn
Het Berlijnse stadsbestuur ontwikkelde al aan het begin van de 20e eeuw plannen voor een eigen metronet, dat onafhankelijk van de private Hochbahngesellschaft geëxploiteerd zou worden. De metroambities van de stad concentreerden zich op de zogenaamde Nord-Süd-Bahn, een noord-zuidlijn die het centrum over de as van de Friedrichstraße zou kruisen. Op een later tijdstip was een oost-westlijn voorzien via de Leipziger Straße, de straat die ten tijde van de plannen voor de centrumlijn van de Hochbahngesellschaft nog als ongeschikt voor de bouw van een metrolijn werd afgedaan. Bij de aanleg van de Nord-Süd-Bahn (de huidige U6), die overigens vanwege het uitbreken van de Eerste Wereldoorlog grote tegenslagen kende, bouwde men dan ook een station onder de kruising Friedrichstraße/Leipziger Straße, het voorziene knooppunt van beide gemeentelijke lijnen. Om het feit dat dit station 200 meter ten zuiden van de kruising met de lijn van de Hochbahngesellschaft lag bekommerde men zich niet. Het private metrobedrijf werd veeleer als concurrent dan als partner gezien. Wel werd er in het midden van het eilandperron ruimte gelaten voor trappen naar de toekomstige gemeentelijke oost-westlijn, die er overigens nooit zou komen.

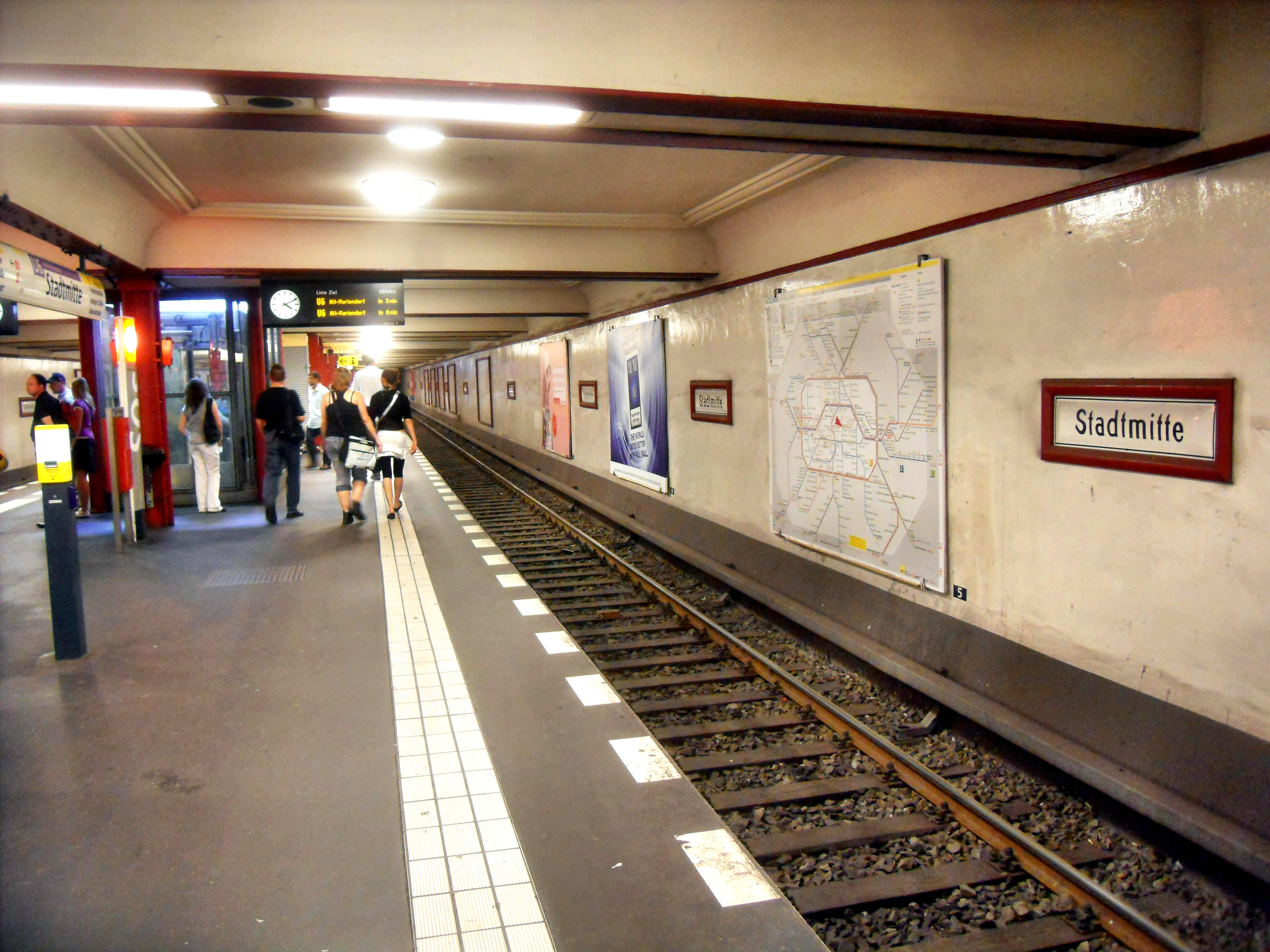
Het perron van lijn U6

Op 30 januari 1923 was het na een bouwtijd van elf jaar eindelijk zover: de Nord-Süd-Bahn kwam in gebruik en het station Leipziger Straße opende zijn deuren. Aangezien de stadskas vanwege de economische crisis zo goed als leeg was, bleef er weinig geld over voor de inrichting van de stations. De gebruikelijke betegeling van de wanden, zoals de oorspronkelijke architecten Heinrich Jennen en Walter Köppen hadden voorzien, was daarom geschrapt. Alfred Grenander, huisarchitect van de Hochbahngesellschaft, en Alfred Fehse hadden na de dood van Jennen en Köppen het project overgenomen en kozen voor een goedkope wandbekleding van pleister. Om de stations toch een eigen uiterlijk te geven werd er variatie aangebracht in de afstand tussen de steunpilaren, waardoor ook in het dak verschillende patronen ontstonden. Ook op de Nord-Süd-Bahn werden kenkleuren gebruikt en station Leipziger Straße kreeg net als het nabijgelegen station van de Hochbahngesellschaft de kleur rood toegewezen.
Terwijl op de oudere lijnen een perronlengte van 110 meter inmiddels de standaard was geworden, koos men bij de gemeentelijke metrolijn voor perrons met een lengte van 80 meter. Hierdoor konden, afhankelijk van het treintype, vier- of vijfrijtuigtreinen ingezet worden. Aangezien de Nord-Süd-Bahn met een groter omgrenzingsprofiel was aangelegd, reden er bredere treinstellen (2,65 m) met een grotere capaciteit dan op de lijnen van de Hochbahngesellschaft (2,3 m), waardoor kortere treinen voldoende werden geacht.
Een smalle, 160 meter lange tunnel, gelegen tussen de sporen van de Nord-Süd-Bahn, leidde naar het noordelijker gelegen station aan de huidige U2, dat met de opening van de nieuwe lijn eveneens de naam Leipziger Straße had gekregen. Omdat deze naam voor reizigers op de – parallel aan de Leipziger Straße verlopende – centrumlijn verwarrend was, volgde een jaar later reeds de tweede naamswijziging; het overstapcomplex kreeg de naam Friedrichstadt, met de toevoeging Mohrenstraße voor de centrumlijn (lijn A) en Leipziger Straße voor de Nord-Süd-Bahn (lijn C). Ondertussen ontwikkelde het station zich tot een van de drukste, maar tegelijkertijd meest oncomfortabele overstappunten van het metronet.

### Nazitijd en Tweede Wereldoorlog
Op 1 februari 1936, het jaar van de Olympische Spelen in Berlijn, onderging het metrostation zijn derde naamswijziging. Voortaan heette het Stadtmitte ("stadscentrum"), oorspronkelijk nog met de toevoegingen Leipziger Straße en Mohrenstraße. De ligging van het station in het hart van de stad werd hiermee onderstreept.
Tijdens de Tweede Wereldoorlog leed het in de veelvuldig gebombardeerde regeringswijk gelegen station Stadtmitte ernstige schade. Bij een luchtaanval op 3 februari 1945 werd het al eerder door een brand geteisterde metrostation geraakt en stortten een muur en enkele steunpilaren in. Op 1 mei 1945 verwoestte een bom de beide tunnels op hun kruisingspunt. Het metroverkeer was op dat moment al in de gehele stad stilgelegd. De situatie verergerde nog in mei 1945, toen de Noord-zuidtunnel van de S-Bahn ter hoogte van het Landwehrkanaal werd opgeblazen en onder water kwam te staan. Via een voetgangerstunnel in station Friedrichstraße bereikte het water ook het metronetwerk. Bijna een miljoen kubieke meter water verspreidde zich vervolgens door de tunnels en de trajecten Alexanderplatz - Potsdamer Platz (A/U2) en Leopoldplatz - Flughafen (C/U6) overstroomden volledig.
Na het einde van de oorlog begon men met het leegpompen van de tunnels, zodat er op juni 1945 weer pendeltreinen over lijn C konden gaan rijden. De dienst op het centrale deel van lijn A werd echter pas hervat vanaf 30 juli. Hoewel station Stadtmitte in de herfst van 1945 weer volwaardig in dienst was, duurden de herstelwerkzaamheden nog tot in de jaren 1950.

### Deling van de stad

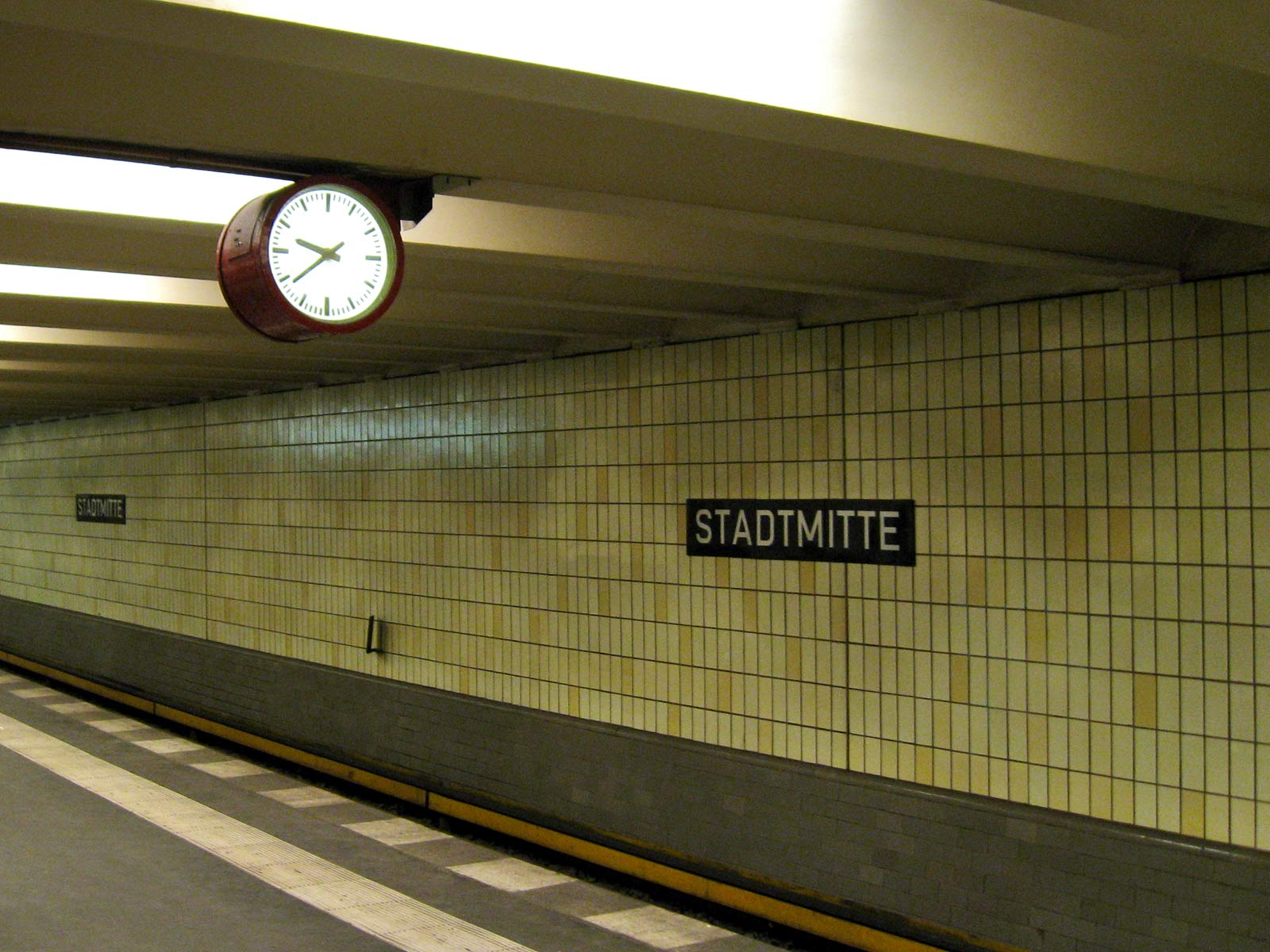
In de DDR-periode kreeg het station een sobere betegeling

Het metrostation was na de Tweede Wereldoorlog in de Sovjet-bezettingszone komen te liggen. Aanvankelijk had de opdeling van Berlijn weinig gevolgen voor het metroverkeer, hoewel het stadsvervoerbedrijf wel in tweeën gesplitst was en station Stadtmitte dus bemand werd door personeel van de Oost-Berlijnse BVB. De bouw van de Berlijnse Muur in 1961 had echter ingrijpende gevolgen voor de metro. Lijn A werd aan de sectorgrens onderbroken en ging aan de oostzijde voortaan eindigen in station Thälmannplatz (nu Mohrenstraße), één station ten westen van Stadtmitte. Lijn C, die alleen op het centrale deel over Oost-Berlijns grondgebied verliep, werd een West-Berlijnse lijn en stopte niet meer in Stadtmitte.
Ondanks zijn "centrale" naam was het station aan de rand van de stad komen te liggen. De Mäusetunnel en de toegangen tot het metrostation in de Friedrichstraße werden dichtgemetseld en onherkenbaar gemaakt. Niets in het station herinnerde nog aan de aanwezigheid van een tweede metrolijn, die ook op stadsplattegronden ontbrak. Vanwege de nabijheid van de sectorgrens – één station zuidelijker op lijn C, Kochstraße, lag reeds in het westen – werd het spookstation Stadtmitte bewaakt door militairen. De DDR-autoriteiten maakten weliswaar een begin met de aanleg van een verbindingstunnel tussen de lijnen A en C, om laatstgenoemde als Oost-Berlijnse lijn te exploiteren, maar dit project werd nooit voltooid.

In de jaren 1970 onderging het nog in gebruik zijnde station van lijn A een uitgebreide renovatie. De oorspronkelijk wit-rode wandbekleding werd verwijderd en vervangen door beige tegels. De ijzeren steunpilaren behielden wel hun oorspronkelijke rode kenkleur. Tegelijkertijd werd de toevoeging Mohrenstraße uit de stationsnaam geschrapt.

### Hereniging

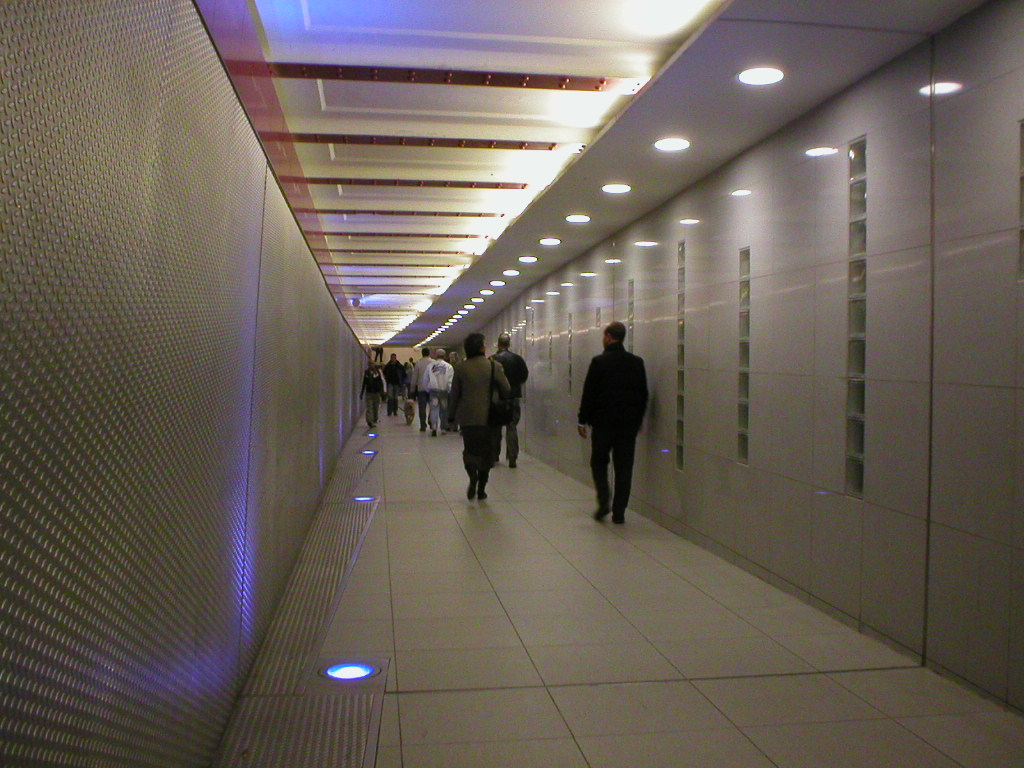
De gemoderniseerde Mäusetunnel biedt door middel van vensters een blik op passerende treinen van de U6.

Nadat de Muur gevallen was, kwam het station van de U6 op 1 juli 1990 weer in gebruik. De verbindingstunnel was echter nog altijd afgesloten, waardoor overstappende reizigers moesten omlopen via de straat. In november 1990 werd de Mäusetunnel na een kleine dertig jaar heropend. Om de krappe en bovendien verwaarloosde gang aantrekkelijker te maken, onderging hij in 1998 een uitgebreide renovatie. De vloer en de wanden kregen een nieuwe bekleding van duurzame materialen en ook de verlichting werd vervangen, teneinde de ruimte breder te laten lijken. Kleine glazen vensters in de wanden bieden passanten een blik op voorbijrijdende treinen van de U6 – de voetgangerstunnel bevindt zich immers tussen de sporen van deze lijn.
In september 1996 werd bovendien het tot 105 meter verlengde perron van de U6 opgeleverd. Door de korte perrons op de lijn waren al in de jaren 1960 capaciteitsproblemen ontstaan, waarna de perronverlenging op de stations in West-Berlijn ter hand werd genomen. De stations op het transittraject door de oostsector konden echter pas na de hereniging aangepakt worden. Tegelijkertijd werd station Stadtmitte ook voorzien van liften naar beide perrons.
Sinds 2003 worden de stations op het centrale deel van de U2 (Stadtmitte - Alexanderplatz) in hun oorspronkelijke staat teruggebracht. In 2006 begonnen de werkzaamheden aan station Stadtmitte, een beschermd monument. Het perron zal onder meer opgeluisterd worden met historische foto's van de Friedrichstraße in de omgeving van het station.